# Thepparatia
Thepparatia es un género monotípico perteneciente a la familia  Malvaceae cuya única especie, Thepparatia thailandica, es endémica de Tailandia.
Es una trepadora leñosa con tallos de hasta 20 m de longitud. Las hojas, que se disponen en espiral a lo largo de las ramas arracimándose en las puntas, son ovadas y ligeramente trilobuladas, de unos 7 a 12 cm de largo por 8 a 12 de ancho. Las flores  nacen en el ápice de los tallos, en inflorescencias racemosas pendulares de más de 10, cada una mide unos 20 cm, de forma acampanada, con corola amarilla y centro rojo oscuro.